# 로시야 시보드냐

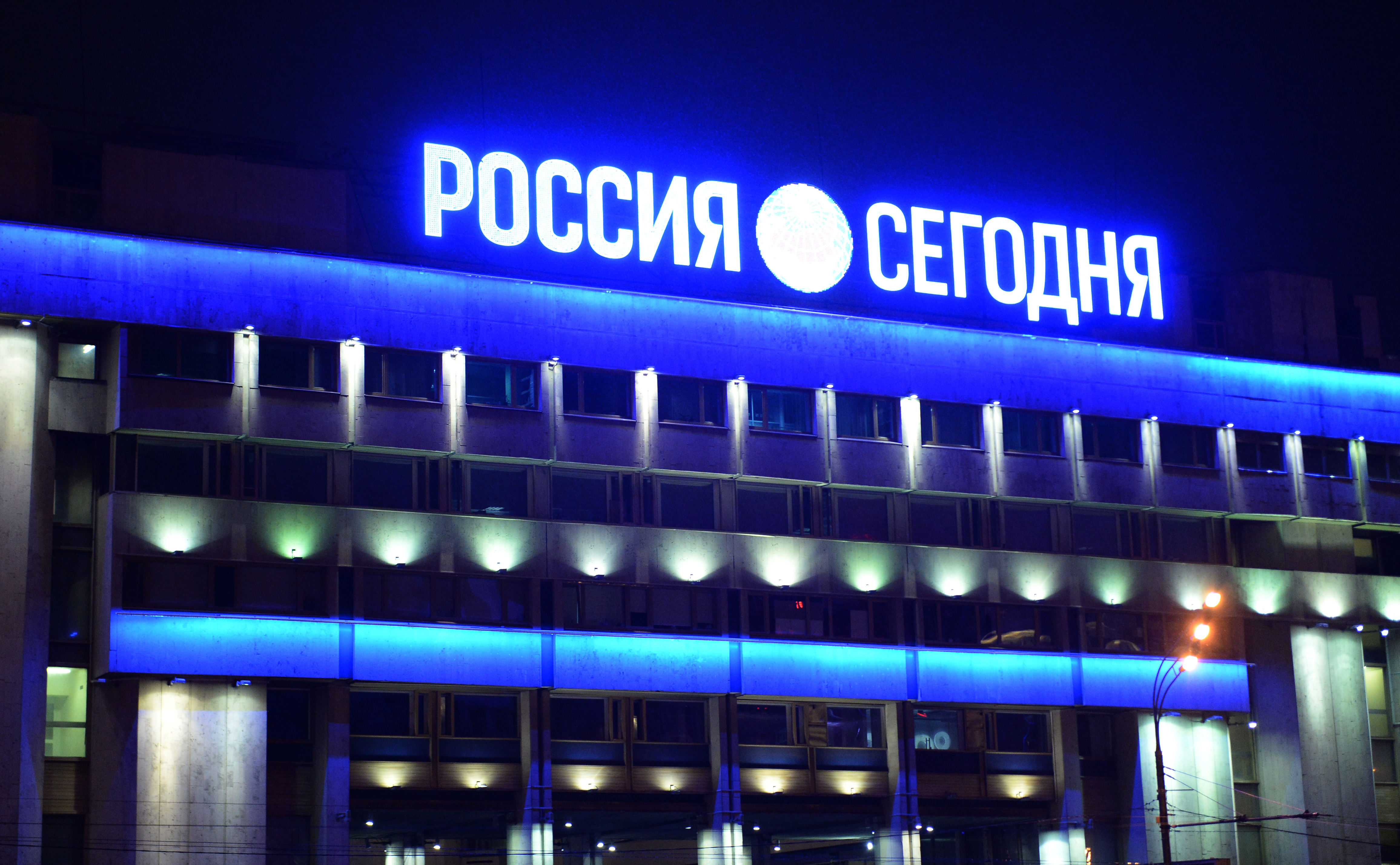

로시야 시보드냐(러시아어: Россия сегодня)는 리아 노보스티에 기초를 두고 설립된 러시아 연방정부가 소유하고 운영 중인 미디어 그룹이다. 이 그룹의 이름은 "러시아의 오늘"이라는 의미를 가진다. 이 그룹은 스푸트니크, 리아 노보스티, 이노SMI 등을 소유하고 운영 중이다. 이 단체를 이끄는 인물은 드미트리 키셀료프이다. 마르가리타 시모냔이 최고 편집장이다.

## 프로젝트
- 스푸트니크 (뉴스 통신사)[6]
- 리아 노보스티[7]
- 이노SMI[8][9]
- ukraina.ru[10]